# 北方町 (佐賀県)
北方町（きたがたまち）は、佐賀県のほぼ中心に位置していた町で、2006年3月1日に隣接する武雄市・山内町と合併し、新市制による武雄市となった。
日本国内には他に宮崎県北方町（現・延岡市）と岐阜県北方町があるが、読み方はすべて異なっている。

## 地理
- 山:
- 河川: 六角川
- 湖沼:

### 隣接していた自治体
- 多久市、武雄市、大町町、白石町

## 歴史
江戸時代には長崎街道が通過しており、現在の町域内に宿駅が設けられていた。明治時代には西杵炭鉱が開発されて石炭産業で栄えた。
1949年（昭和24年）5月24日、西杵炭鉱近隣を昭和天皇の戦後巡幸の車列が通過した際には、従業員が奉迎を行い、天皇も車窓からこれに応えた。炭鉱は、他の唐津炭田とともに1960年代に閉山した。

### 沿革
- 1889年4月1日 - 町村制施行により北方村・橋下村が発足。
- 1944年4月29日 - 北方村が町制施行。北方町となる。
- 1956年4月1日 - 橋下村を分割し、北方町と白石町に編入。
- 2006年3月1日 - 武雄市、山内町と合併し、新市制による武雄市となり消滅。

## 行政
- 町長：松本和夫

## 地域

### 教育

#### 小・中学校
町立
- 北方中学校
- 北方小学校

## 交通
- 最寄り空港は佐賀空港または長崎空港。

### 鉄道路線
- 九州旅客鉄道（JR九州）
  - 佐世保線：北方駅

### 道路

#### 高速道路
- 長崎自動車道
  - 武雄北方インターチェンジ

#### 一般国道
- 国道34号

#### 主要県道
- 佐賀県道25号多久若木線
- 佐賀県道36号武雄福富線

## 名所・旧跡・観光スポット・祭事・催事
- きたがた四季の丘公園
- 大聖寺

## 出身著名人
- 山口淑子 - 歌手、女優、参議院議員。